# 4430 Govorukhin
4430 Govorukhin (1978 SX6) là một tiểu hành tinh vành đai chính được phát hiện ngày 16 tháng 9 năm 1978 bởi L. V. Zhuravleva ở Nauchnyj.